# Heinz-Wolfgang Schnaufer
Heinz-Wolfgang Schnaufer (Calw, 16 febbraio 1922 – vicino a Bordeaux, 15 luglio 1950) è stato un aviatore tedesco che prestò servizio nella Luftwaffe durante la seconda guerra mondiale.
Per via del totale di 121 vittorie aeree durante la seconda guerra mondiale, tutte ottenute di notte, venne chiamato The Night Ghost Of Sint-Truiden (il fantasma notturno di Sint-Truiden). Fu uno degli assi tedeschi.

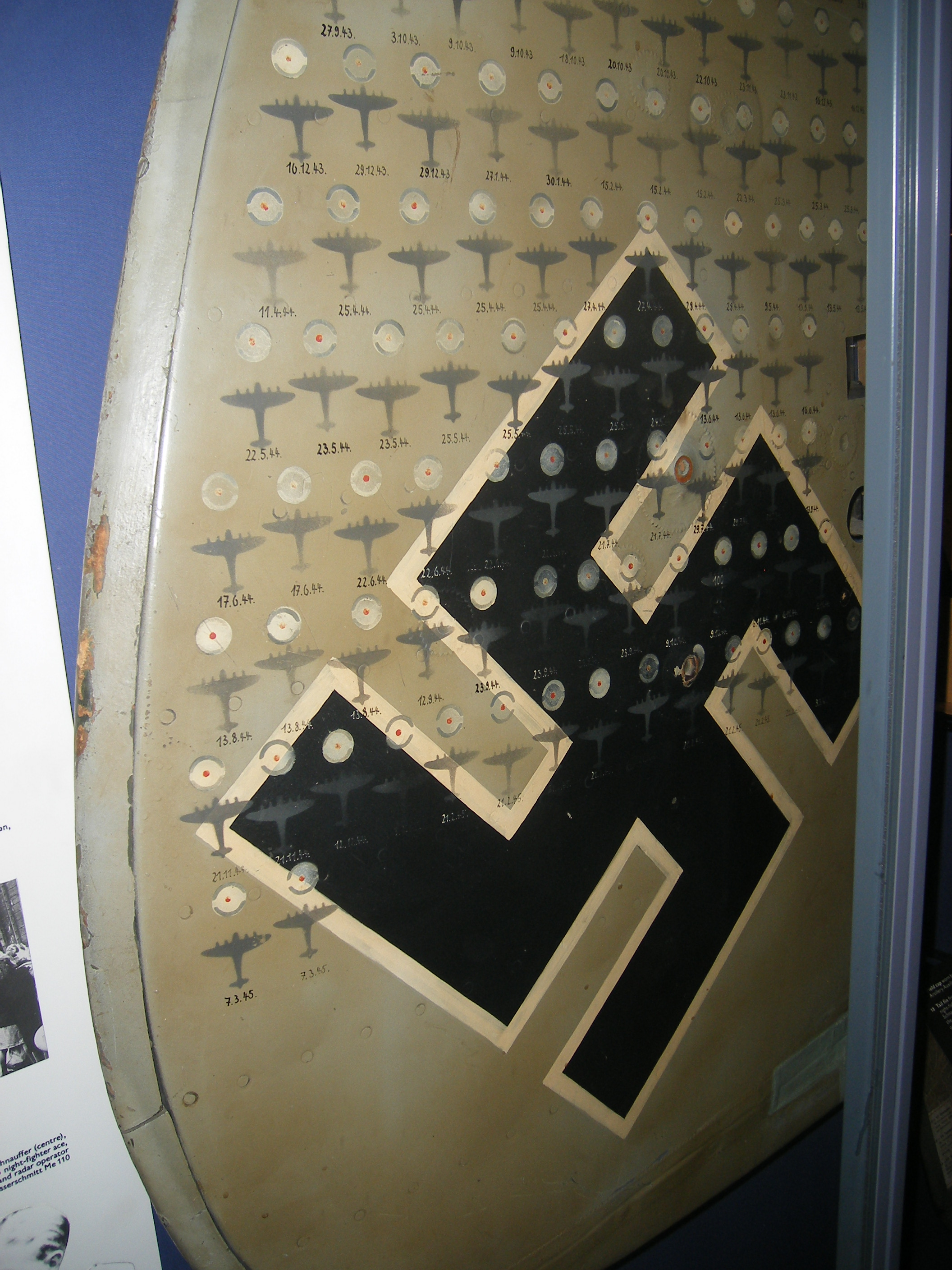

## Biografia
Nel novembre del 1939 arruolatosi nella Luftwaffe iniziò il suo addestramento militare e poi quello di pilota d'aereo pochi mesi dopo. Nell'aprile del 1941 divenne membro del Nachtjagdschule 1. la sua prima vittoria fu fra la notte del 1-2 giugno del 1942, ma nell'attaccare il secondo veicolo venne colpito e ferito ad una gamba.
Nel luglio del 1943 giunse a 17 vittorie, la cinquantesima la raggiunse nella notte fra il 24 e il 25 febbraio del 1944. Mesi dopo, il 9 ottobre 1944 giunse alla centesima vittoria e venne decorato con la croce di Cavaliere con Fronde di Quercia in Oro, Spade e Diamanti direttamente da Adolf Hitler. Morì nel 1950 in un incidente d'auto vicino a Bordeaux.